# 若宮公園

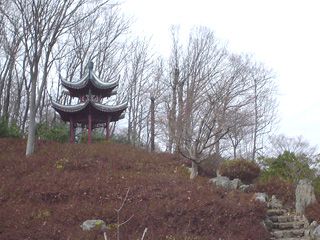
風月亭

若宮公園（わかみやこうえん）は神奈川県厚木市の西側、細田川中流に位置する都市公園（地区公園）である。調節池を備えた公園である。

## 概要
若宮公園は、森の里ニュータウン南側に位置し、特定公共施設整備事業および区画整理事業で整備され、1985年（昭和60年）10月に開園した。総面積は約8.8ha。公園の中央部を南北に貫通する形で、開水路として景観的に映えるように整備された細田川が流れる。
芝生広場を中心に北側には野外ステージ、南西側には自由広場と管理施設を持つテニスコートが併設され、西側にはD51形蒸気機関車（1119号機）を展示した広場、および揚州市（中華人民共和国）から寄贈された東屋風の「風月亭」がある。南側の若宮橋のたもとには調節池があり、洪水時には川の下流に流入する水の量を抑えるよう設計されている。尚、この調節池には芦ノ湖から招いたコブハクチョウが放されている。当初はオス、メス各1羽ずついたが、現在は1羽のみがいる。（この1羽がオス、メスのどちらなのかは不明。）
公園内および付近にはサクラ（ソメイヨシノ）を多数配しており、咲きほころぶ季節になると花見客が多く訪れる。それ以外の季節でも、週末を中心に余暇を楽しむ来園客で賑わう。
若宮公園および若宮橋の「若宮」の名は、江戸時代中頃にこの地あったと伝えられる若宮八幡宮に由来する。

### 調節池
調節池（細田川防災調節池）のダムの形式は均一型フィルタイプで、貯水規模は15万m3、地区外の農業用水として0.7m3が常時確保されている。水深は常時2.7mで低水位でも0.9mである。

## 施設
- テニスコート（管理施設を併設）
  - 砂入り人工芝コート2面
  - 壁打ちコート1面（無料）
  - 管理棟（事務室、更衣室、シャワー室、ミーティングルーム）
- トイレ（東西側に各1箇所）
- 駐車場（東西側に各1箇所、10台程度収容）

## 交通
- 厚木バスセンターのりば9番から森の里行に乗車
  - 船子・中学校経由では若宮橋下車
  - 赤羽根・高松山経由では森の里センター下車
- 自家用車では国道246号の森の里入り口交差点から七沢温泉方面へ。小田原厚木道路厚木西インターチェンジからは田谷交差点から西に約15分。

## イベント

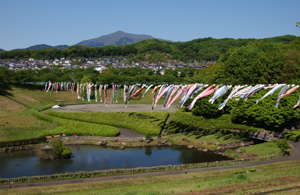
鯉のぼりまつり

- 森の里鯉のぼりまつり